# Aquagen (Band)
Aquagen ist ein Dance-Musiker-Duo aus Nettetal, bestehend aus Olaf Dieckmann und Gino Montesano.

## Karriere
Im Bereich Dance-Musik gelten Aquagen als Trendsetter. Viele Singleauskopplungen der Gruppe waren bis zu mehreren Wochen in den Verkaufscharts. Außerhalb Deutschlands sind Aquagen vor allem in Großbritannien bekannt.
Ein Markenzeichen ist die um mehrere Halbtöne ins Tiefe verzerrte Stimme des MC.

## Diskografie

### Studioalben
| Jahr | Titel       | Höchstplatzierung, Gesamtwochen, AuszeichnungChartsChartplatzierungen (Jahr, Titel, Platzierungen, Wochen, Auszeichnungen, Anmerkungen) | Anmerkungen                           |
| Jahr | Titel       | DE | Anmerkungen                           |
| ---- | ----------- | --- | ------------------------------------- |
| 2000 | Abgehfaktor | DE45 (2 Wo.)DE | Erstveröffentlichung: 28. August 2000 |
| 2002 | Weekender   | DE74 (1 Wo.)DE | Erstveröffentlichung: 15. April 2002  |

### Kompilationen
- 2009: So Far So Good (The Very Best Of)

### Singles
| Jahr | Titel Album                                                | Höchstplatzierung, Gesamtwochen, AuszeichnungChartplatzierungen (Jahr, Titel, Album, Platzierungen, Wochen, Auszeichnungen, Anmerkungen) | Höchstplatzierung, Gesamtwochen, AuszeichnungChartplatzierungen (Jahr, Titel, Album, Platzierungen, Wochen, Auszeichnungen, Anmerkungen) | Höchstplatzierung, Gesamtwochen, AuszeichnungChartplatzierungen (Jahr, Titel, Album, Platzierungen, Wochen, Auszeichnungen, Anmerkungen) | Höchstplatzierung, Gesamtwochen, AuszeichnungChartplatzierungen (Jahr, Titel, Album, Platzierungen, Wochen, Auszeichnungen, Anmerkungen) | Anmerkungen                                            |
| Jahr | Titel Album                                                | DE | AT | CH | UK | Anmerkungen                                            |
| ---- | ---------------------------------------------------------- | --- | --- | --- | --- | ------------------------------------------------------ |
| 1999 | Ihr seid so leise Abgehfaktor                              | DE3 Gold · (17 Wo.)DE | AT5 (15 Wo.)AT | CH10 (12 Wo.)CH | — | Erstveröffentlichung: 20. September 1999               |
| 2000 | Partyalarm (und ab geht’s) Abgehfaktor                     | DE26 (17 Wo.)DE | AT29 (15 Wo.)AT | CH76 (12 Wo.)CH | — | Erstveröffentlichung: 8. Mai 2000                      |
| 2000 | Phatt Bass Abgehfaktor                                     | DE45 (8 Wo.)DE | — | — | UK9 (10 Wo.)UK | Erstveröffentlichung: 24. Juli 2000 vs. Warp Brothers  |
| 2000 | Tanz für mich Abgehfaktor                                  | DE45 (4 Wo.)DE | — | — | — | Erstveröffentlichung: 7. August 2000 feat. Ingo Appelt |
| 2000 | Lovemachine Abgehfaktor                                    | DE48 (8 Wo.)DE | AT54 (6 Wo.)AT | — | — | Erstveröffentlichung: 4. Dezember 2000                 |
| 2002 | Hard to Say I’m Sorry Weekender                            | DE5 (12 Wo.)DE | AT4 (16 Wo.)AT | CH30 (12 Wo.)CH | UK33 (3 Wo.)UK | Erstveröffentlichung: 25. Februar 2002                 |
| 2002 | Everybody’s Free –                                         | DE22 (7 Wo.)DE | AT17 (9 Wo.)AT | CH75 (3 Wo.)CH | — | Erstveröffentlichung: 13. Mai 2002 feat. Rozalla       |
| 2002 | Summer Is Calling Weekender                                | DE23 (8 Wo.)DE | AT24 (6 Wo.)AT | CH100 (2 Wo.)CH | — | Erstveröffentlichung: 5. August 2002                   |
| 2004 | Girl (Uhh Uhh Yeah Yeah) So Far So Good (The Very Best Of) | DE55 (6 Wo.)DE | AT41 (6 Wo.)AT | — | — | Erstveröffentlichung: 2. August 2004                   |
| 2011 | Ihr seid so leise! 2011 (scheisse, scheisse leise) –       | DE86 (1 Wo.)DE | — | — | — | Erstveröffentlichung: 12. August 2011                  |

Weitere Singles
- 1999: You Are So Quiet
- 2006: The Pipes Are Calling (Tunes of Glory)
- 2009: Hard to Say I’m Sorry 2K9
- 2013: Sirens (feat. Romez & Damark)
- 2015: Yeah! (feat. Freddy Fader)
- 2015: Deeper (meets Romez & Damark)
- 2015: Back Again! (feat. Freddy Fader)
- 2015: Wacko! (feat. Abel Romez)
- 2015: Here Without You 2.5 (mit Andrew Spencer)
- 2016: The Love Tonight (vs. Russo)
- 2016: Hard To Say I’m Sorry
- 2017: You Are My Universe (vs. Russo)
- 2017: Eternity (vs. Russo)
- 2018: It Ain’t Right (vs. Russo)
- 2018: Tarantella Dance
- 2019: More Than This
- 2020: Voices (mit Andrew Spencer)
- 2020: Spooky Scary Skeletons
- 2021: Sing Hallelujah (mit Andrew Spencer)
- 2022: Fix Your Heart
- 2022: There is a Monster
- 2022: Stay Or Be Alone
- 2022: Circles
- 2022: Spooky Scary Skeletons
- 2022: Bruh (mit Bloxberg)
- 2023: Last Resort (mit DJ Wildcut)
- 2023: Pieces
- 2024: Because the Night (mit DJ Scotty)
- 2024: I Need A Hero (mit Andrew Spencer & Blue Nature)
- 2024: Hard To Say I'm Sorry (Jerome Edit)
- 2025  Speed Up (mit André Visior)
- 2025  Silver Surfer (mit André Visior)